# Starchaser Industries
Starchaser Industries er et privat rumfartsfirma med hovedsæde i Manchester. Navnet Starchaser opstod for første gang i 1992, da projektet blev startet af den nuværende leder Steve Bennet. Formål med firmaet er at udvikle en billig måde at sende små videnskabelige nyttelaster til store højder.

## Historie
Siden opsendelsen af den første raket, Starchaser 1, i 1993 er der foretaget yderligere femten opsendelser af raketter. Der er foregået en udvikling, så de opsendte raketter alle har været større og mere kraftfulde end de tidligere udgaver. Starchaser 3's første opsendelse i 1998 mislykkedes. I 2002 sagsøgte Starchaser BBC for en artikel, der var kritisk med hensyn til Starchasers chance for at vinde X Prize. Starchaser vandt retssagen.
I 2005 udvidede Starchaser til USA. Starchaser oprettede kontor og købte land i det sydlige New Mexico tæt på Las Cruces, hvor staten er ved at opføre en rumhavn. I slutningen af 2005 oplevede Starchaser endnu et tilbageslag, da raketmotoren Churchill Mk2 fejlede under en offentlig test ved X Prize Cup.

## I dag
Den største raket i Starchasers nuværende flåde er den 11 meter høje Nova. Den er drevet af en klynge af fastbrændsels-raketmotorer fra Aerotech rocketry.
I dag er Starchaser ved at udvikle to raketter, Skybolt og Thunderstar/Starchaser 5. Projektet modtager ingen offentlig støtte, så det finansieres ved private investorer og firmaets internetbutik. I december 2006 vandt Starchaser en kontrakt fra ESA til en værdi af 150.000 euro.

## X PRIZE deltagelse
Under Starchasers involvering i X Prize blev der udviklet og testet mange nye systemer. Dette inkluderede raketmotorer, rumkapsler(der dog aldrig har været i rummet) og faldskærme. Den største motor, der blev bygget, mens konkurrencen var uafsluttet, var Churchill mk2. Denne motor ydede en kraft på 3000 kg og brugte flydende ilt og petroleum som brændstof. Under en testaffyring i 2003 slog denne motor tagsten af et tag på en bygning, der lå tre kilometer væk, og forvandlede dele af den cementkonstruktion, den var sat fast til, til glas. Siden denne test har Starchaser bygget to nye motorer, STORM, der kan yde 7000 kg og Churchill mk3, der kan yde 15.000 kg.